# Slaveri i Afrika

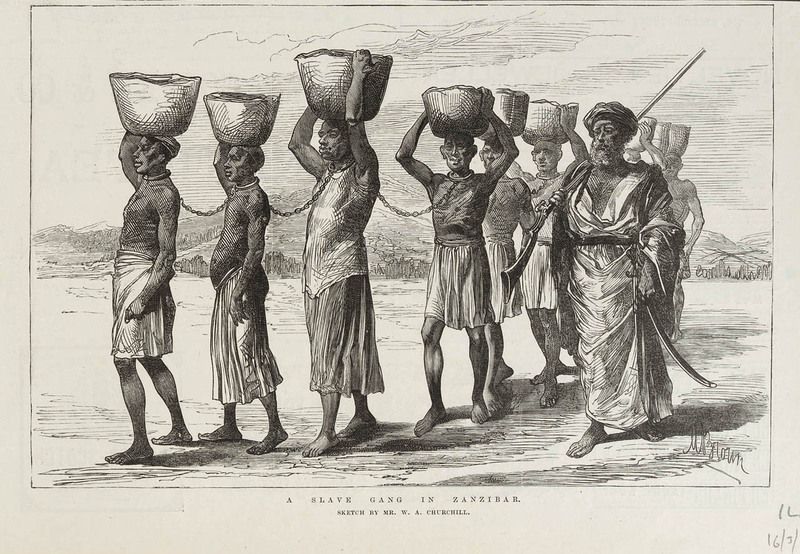
Zanj-slavar i slaveri i Zanzibar (1889).

Slaveri har historiskt varit utbrett i Afrika och fortsätter i dag i vissa länder. 
Träldom och slaveri var vanliga i delar av Afrika, liksom de förekommit i de flesta kulturer världen över sedan antiken. I många afrikanska samhällen där slaveri var utbrett behandlades inte de förslavade människorna som boskap, utan fick vissa rättigheter i ett system som kan liknas vid kontraktstjänare som fanns på andra platser i världen. 
När den arabiska slavhandeln (från cirka 650 och framåt) och transatlantiska slavhandeln (cirka 1550-1850) började, levererade många av de lokala slavsystemen fångar till slavmarknader utanför Afrika.